# Baldwin Peak
Baldwin Peak är en bergstopp i Antarktis. Den ligger i Västantarktis. Argentina, Chile och Storbritannien gör anspråk på området. Toppen på Baldwin Peak är 1 565 meter över havet, eller 24 meter över den omgivande terrängen. Bredden vid basen är 0,63 km.
Terrängen runt Baldwin Peak är kuperad åt nordväst, men åt sydost är den bergig. Trakten är obefolkad. Det finns inga samhällen i närheten.